# Альсдорф
Альсдорф (нім. Alsdorf) — місто у Німеччині, у землі Північний Рейн — Вестфалія.
Підпорядковане адміністративному округу Кельн. Входить до складу району Ахен. Населення — 45 522 мешканці (на 31 грудня 2010). Площа — 31,658 км². Офіційний код — 05 3 54 004.
Місто поділяється на 16 міських районів.

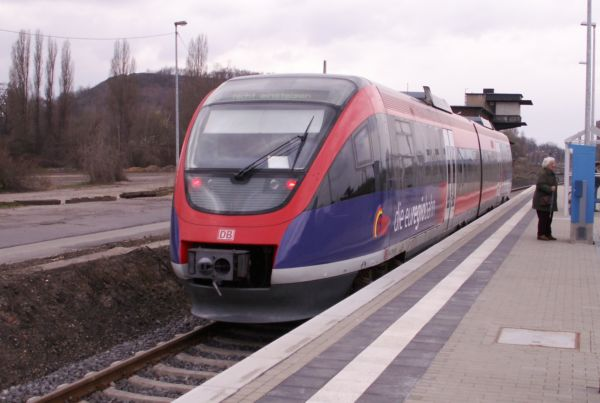
Єврегіобан на станції Альсдорф-Аннапарк